# Mecanismo de Bartell
El mecanismo de Bartell es un mecanismo pseudorrotacional similar al mecanismo de Berry. Sucede solamente en especies con una geometría molecular bipiramidal pentagonal, tales como el IF7. Este mecanismo fue predicho primero por H. B. Bartell. En este mecanismo, se intercambian los ligandos axiales con un par de ligandos ecuatoriales. Del mismo modo que en el mecanismo de Berry en moléculas cuadradas planas, la simetría de la fase intermediaria del modo vibracional es "quimérica" de otros mecanismos.